# 童家镇 (鹰潭市)
童家镇，是中华人民共和国江西省鹰潭市月湖区下辖的一个乡镇级行政单位。

## 行政区划
童家镇下辖以下地区：
刘家社区、大塘社区、咀上村、大桥村、童家村、土桥村、官山村、老屋村、里屋村、化溪村和东川村。

## 交通
- 沪昆铁路：童家站